# Ниуеански език
Ниуенският език е полинезийски език, принадлежащ към групата на малайско-полинезийските езици от австронезийското семейство. Най-тясно е свързан с тонганския език и по-малко с други полинезийски езици като маорски, самоански и хавайски. Има влияния от самоанския и други източнополинезийски езици.
Говори се главно на остров Ниуе, но и на съседните острови Кук, Тонга и Нова Зеландия.

## Азбука
Ниуанската азбука се състои от 17 букви : ā, ē, ī, ō, ū, fā, gā, hā, kā, lā, mō, nū, pī, tī, vī, rō, sā. Трябва да се отбележи, че буквите rō, sā са в края на азбуката и са заети букви.
Гласните в езика на Ниуе са дълги или къси. В писмен вид географската дължина се обозначава със специален диакритичен знак  - макрон (обаче има и изключения).